# Clasina (schip, 1927)
De Clasina is een schip van het Varend erfgoed dat wordt gebruikt als wachtschip door de scouts van de President Steyngroep, een groep van Scouting Nederland in Diepenveen, Admiraliteit 17 Midden-IJssel. 
De Clasina ligt gewoonlijk afgemeerd in de Gashaven in Deventer, vlak bij de sluis, aan een drijvend ponton dat dient als aanlegsteiger, opslagruimte en ruimte voor activiteiten. Als de zeeverkenners op het water zijn, met de lelievletten of de optimisten, vaart de Clasina mee met daarop alle leiding. Bij slecht weer fungeert ze dan als schuilplek. Elke opkomst vaart zij naar de Veenoordkolk, een zandplas aan de IJssel. Ook sleept de Clasina elk kamp alle lelievletten naar de plaats van bestemming. 
Het schip heeft in het verleden dienst gedaan als pakjesboot bij intochten van Sinterklaas in Deventer en Olst.

## Geschiedenis
In 1968 had de schipper van de groep connecties met aannemer T.C. Baumann uit Grave. Die had een schip van zijn vader overgenomen met ouderdomsgebreken, dat bovendien door schaalvergroting van zijn bedrijf te klein en te instabiel was geworden voor het zware werk, het onderhoud van de IJssel. Zo zijn met die Clasina de stenen vervoerd voor de kribben en voor de bescherming van de oevers. De Clasina is in haar werkzame periode twee maal gezonken. In 1968 gaf de aannemer de Clasina in bruikleen aan de zeeverkenners onder twee voorwaarden: de naam van het schip, dat is vernoemd naar de moeder van de aannemer (Clasina Clara Antoinette) en het aanzicht (het karakter) van het schip moesten behouden blijven.
In de eerste jaren van dat bruikleen is er hard geklust om haar gereed te maken als moederschip. Zo is al snel de den verhoogd en voorzien van tien patrijspoorten met bijbehorende lichtranden. Ook wordt er een negen meter lange stalen mast op gezet. De kleuren van de Clasina worden in die tijd oranje-blauw, de Steynkleuren. In 1971 kon het schip worden gekocht voor het symbolisch bedrag van 1 gulden. 
De voornaamste aanpassingen die de vele vrijwilligers bij het onderhoud ook hebben gedaan zijn:.
- 1984 De Clasina werd onder zeil gebracht
- 1987 De Clasina werd eigenhandig gedubbeld
- 2002 De aandrijflijn is vernieuwd
- 2003 Er werd een rvs-keuken ingebouwd
- 2012 De stuurhut en het motordek werden volledig vervangen
- 2018 De mast werd weer verwijderd
- 2019 Er kwamen zonnepanelen ad. 300 watt op het dak van de stuurhut

## Liggers Scheepmetingsdienst[2]
| Meetnummer | District en volgnr. | Meetdatum   | Meetplaats | Lengte [m] | Breedte [m] | Inzinking [m] | Waterverplaatsing [ton] | Naam    | Eigenaar                        | Domicilie |
| ---------- | ------------------- | ----------- | ---------- | ---------- | ----------- | ------------- | ----------------------- | ------- | ------------------------------- | --------- |
| Mp88N      | Meppel              | 20 mei 1927 | Kampen     | 17,41      | 4,28        | –             | 33,076                  | CLASINA | Johannes Samson Herman Bauwmann | Grave     |